# Karol Kurpiński
Karol Kurpiński, né le 6 mars 1785 à Włoszakowice et mort le 18 octobre 1857 à Varsovie, est un compositeur et chef d'orchestre polonais.

## Biographie
Né en Posnanie dans une famille de musiciens, il compose son premier opéra en 1808 et s'installe à Varsovie en 1810. Proche de Józef Elsner, il devient directeur de l'Opéra national de Varsovie.
Il met en scène les grands opéras de l'époque, notamment Don Juan de Mozart, Fra Diavolo de François Auber, Der Freischütz de Carl Maria von Weber ainsi que des œuvres de Giacomo Meyerbeer, Gioachino Rossini et Gaetano Donizetti. 
Il est également l'auteur d'opéras (Le Château de Czorsztyn et Le Préjugé ou les Cracovians et Montagnards), de symphonies et autres œuvres pour orchestre et de chants, dont le plus connu est La Varsovienne de 1831, composé à la suite de l'Insurrection de novembre 1830, sur un poème de Casimir Delavigne.